# 프랑수아 알퐁스 포렐

프랑수아 알퐁스 포렐 (François-Alphonse Forel, 1841년~1912년)은 스위스의 호소학자·박물학자이다. 호소(호수와 늪)학의 창시자로, 1869년 로잔 대학 교수가 되었다. 레만호를 중심으로 호소학에 관한 생태학적 분류·수색 표준액·물의 온도·수위를 분류하여 이름을 짓는 등 호소학에 공헌하였다. 30년간의 연구 결과인 <레만 호의 육수학적 연구>와 <해양학 제요>는 호소학의 고전이자 교과서이다. 또 호소 생물학을 시작하여 호저 생물대의 분류·명명 등에 관하여 공적을 세우고, 지진 강도의 계급·구분 등에 관한 업적도 남겼다.